# Pachydissus natalensis
Pachydissus natalensis är en skalbaggsart som först beskrevs av White 1853.  Pachydissus natalensis ingår i släktet Pachydissus och familjen långhorningar.
Artens utbredningsområde är:
- Angola.
- Kenya.
- Malawi.
- Moçambique.
- Zimbabwe.

Inga underarter finns listade i Catalogue of Life.